# Ronde van de Haut-Var 1997
De Ronde van de Haut-Var 1997 werd verreden op zaterdag 22 februari. Het was de 29ste editie van deze Franse eendagswielerwedstrijd, die ging over een afstand van 202 kilometer. In totaal kwamen slechts 24 renners op tijd binnen in Draguignan, het peloton overschreed de tijdslimiet.